# Ernest Francisco Fenollosa

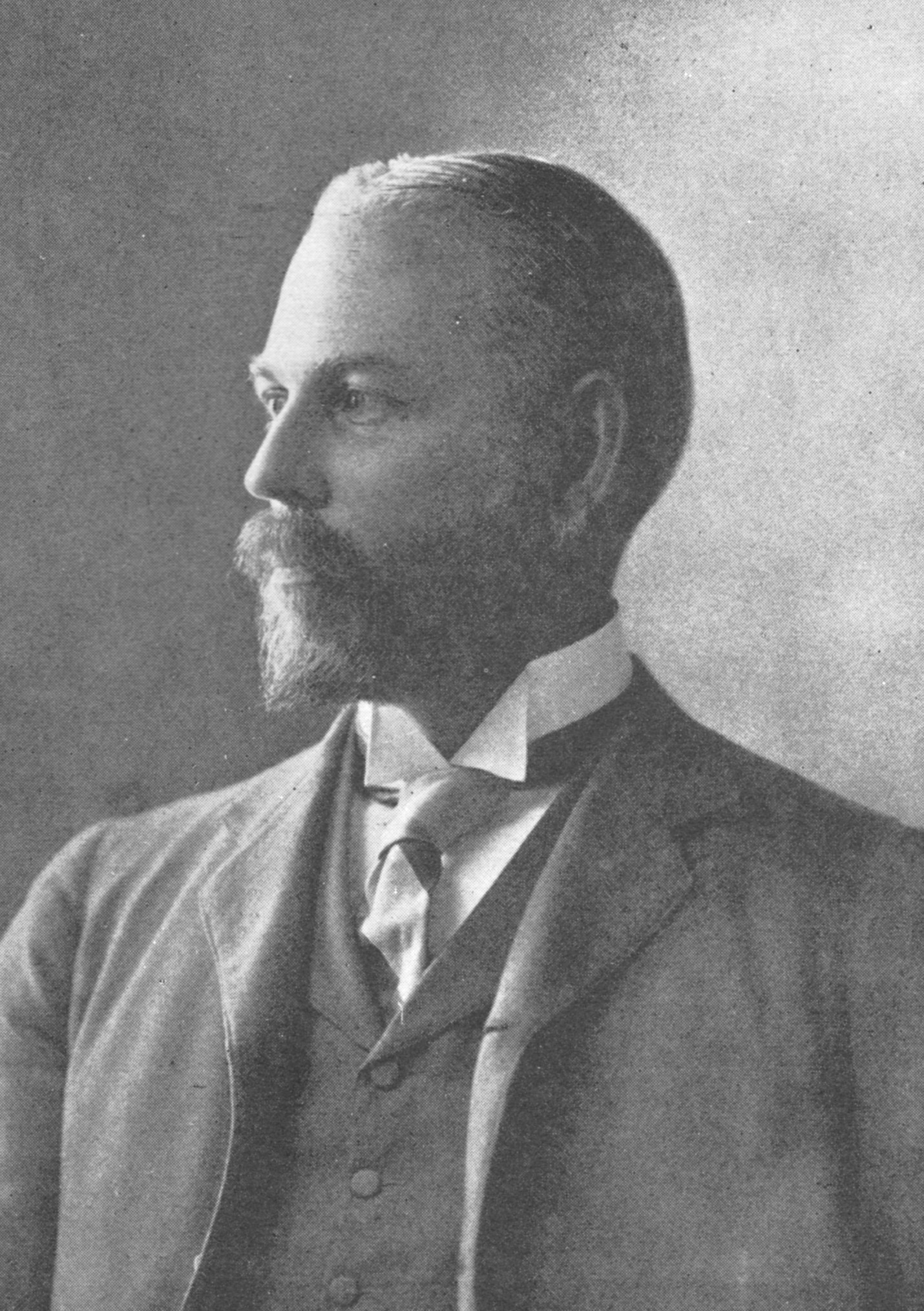
Fenollosa um 1890

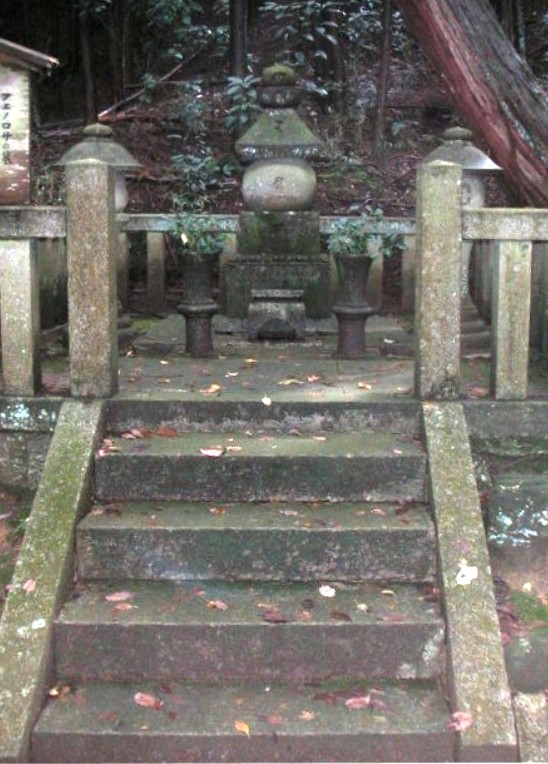
Fenollosas Grab (2002)

Ernest Francisco Fenollosa (* 18. Februar 1853 in Salem, Massachusetts; † 21. September 1908 in London) war ein US-amerikanischer Professor der Philosophie und Volkswirtschaftslehre.

## Leben
Ernest Francisco Fenollosa wurde 1853 als Sohn von Manuel Francisco Ciriaco Fenollosa, einem 1818 in Málaga geborenen spanischen Pianisten, und Mary Silsbee, einem Mitglied einer prominenten Familie in Boston, geboren. Fenollosa erwarb 1874 einen Abschluss in Harvard. 1878 vermittelte der bereits in Japan wirkende Zoologe Edward S. Morse Fenollosa eine Dozentenstelle für Philosophie und Wirtschaftswissenschaften in Tokio. Er lehrte an der Universität Tokio, der Universität der Künste Tokio sowie an der Imperial Normal School und war Manager der bildnerischen Kunstabteilung des Kaiserlichen Museums in Tokio.
Er war ein wichtiger Pädagoge während der Modernisierung in der Meiji-Zeit und passionierter Orientalist, der sich gemeinsam mit Okakura Tenshin für den Erhalt der traditionellen japanischen Kunst (Nihonga) einsetzte.
Er begann sich bald für die japanische Kunst zu interessieren, reiste im Lande herum, sah sich die Kunstschätze in den Tempeln an und bedauerte, dass sich Japan auf die moderne westliche Kunst stürzte und die eigene traditionelle vernachlässigte. Auf seinen Reisen begleitete ihn der junge Okakura Tenshin als Dolmetscher. Mit ihm, der 1880 eine Anstellung im Kultusministerium fand, erstellte er die erste Liste von Japans Nationalschätzen und fand antike chinesische Schriftrollen, welche Jahrhunderte zuvor von Zen-Mönchen nach Japan gebracht worden waren. Daraufhin ernannten ihn die Japaner zu ihrem kaiserlichen Kunstbeauftragten – damit wurde er der erste ausländische Spezialist für japanische und chinesische Kunst, der zu internationalem Ansehen gelangte.
Mit dem großen Stellschirm-Paar Matsushima des Ogata Kōrin beginnend erwarb Fenollosa eine große Anzahl von Kunstwerken, die  heute als Fenollosa-Weld Collection im Bostoner Museum of Fine Arts zu sehen ist. 1884 wurde er von Kanō Hōgai „adoptiert“ und als Kanō Eitan (jap. 狩野 永探) in diese berühmte Künstlerfamilie aufgenommen. 1886 verkaufte er seine Sammlung an den Arzt Dr. Charles Weld und ging 1890 nach Boston zurück, wo er Kurator der Oriental Collection des Boston Museum of Fine Arts wurde. Als er sich von seiner Frau scheiden ließ und eine Assistentin heiratete, verzieh ihm das die Bostoner Gesellschaft nicht: er musste 1896 seine Stelle am Museum aufgeben. Fenollosa ging wieder nach Japan, fand dort nun aber keine geeignete Position mehr und kehrte 1900 in die USA zurück. Während eines Aufenthaltes in London erlitt er einen Schlaganfall und starb dort. Seine Asche wurde nach Japan überführt und auf dem Gelände eines Nebentempels des Mii-dera (auch Onjō-ji), dem Hōmyō-in, hoch über dem Biwa-See beigesetzt.
Fenollosas Witwe konnte den jungen Ezra Pound für die Herausgabe seines Nachlasses, u. a. über das Noh-Theater, gewinnen.

## Werke
- Epochs of Chinese and Japanese Art, 1912. Nachdruck von ICG Muse, 2000. ISBN 4-925080-29-6